# Koppagondankop, Hangal
Koppagondankop là một làng thuộc tehsil Hangal, huyện Haveri, bang Karnataka, Ấn Độ.